# Alpenheksenkruid
Alpenheksenkruid (Circaea alpina) is een plant uit de teunisbloemfamilie (Onagraceae). De soort staat op de  Nederlandse rode lijst van planten als zeer zeldzaam, maar stabiel of in aantal toegenomen. De plant komt in Nederland in Twente voor.
Alpenheksenkruid is een vaste plant, die 5-30 cm hoog wordt en in juni en juli bloeit met witte tot iets roze bloemen. De plant kan zich ook zelfbevruchten. De bladeren zijn rond-lancetvormig met gevleugelde bladsteel. De vrucht is een klit, eenhokkig en met één zaad per vrucht. Bij aanraking van de plant wordt de klit weggeslingerd en kan in de vacht van een dier blijven haken door de op de klit aanwezige borstelharen. De plant vermeerdert zich ook met wortelstokken (rizomen), waardoor de plant in groepjes bij elkaar staat.
Alpenheksenkruid komt voor in drassige beekbossen en in Duitsland in verschillende soorten bos en daar vooral op stenige en compostrijke grond.
Naast Circaea alpina subsp. alpina wordt in Duitsland de ondersoort Circaea alpina subsp. pacifica onderscheiden.